# Uropyxis rickiana
Uropyxis rickiana är en svampart som beskrevs av Magnus 1906. Uropyxis rickiana ingår i släktet Uropyxis och familjen Uropyxidaceae.   Inga underarter finns listade i Catalogue of Life.